# Ane Gamendia
Ane Garmendia (Oyarzun, Guipúzcoa; 9 de agosto de 2005) es una actriz española. Actuó en la serie de televisión Irabazi Arte la cual encarna el personaje Itsado, hermana de Amets e hija de Martxelo. A parte de actuar,  ha sido futbolista durante mucho tiempo en la Selección de Futbol de Oyarzun.
En 2021, el Festival de Cine de Donostia presentó Irabazi Arte, y en 2022, junto a Sua Enparantza, Nahia Sillero, Ainhoa Azpitarte y Ane Iturrate, recibieron el Premio Cima en los Premios FesTVal.

## Filmografía
| Año  | Trabajo         | Papel  | Notas        |
| ---- | --------------- | ------ | ------------ |
| 2021 | Irabazi Arte!   | Itsaso | 8 capítulos  |
| 2022 | Irabazi Arte! 2 | Itsaso | 8 capítulos  |
| 2023 | Ene!Flix 3.0    | Varios |              |
| 2024 | Irabazi Arte! 3 | Itsaso | 10 capítulos |
| 2025 | Irabazi Arte! 4 | Itsaso | 10 capítulos |
| 2026 | Irabazi Arte! 5 | Itsaso |              |

## Premios
| Año  | Categoría            | Serie        | Resultado |
| ---- | -------------------- | ------------ | --------- |
| 2022 | Premio a la Igualdad | Irabazi Arte | Ganadoras |